# Muhàmmad ibn Khàlid
Muhàmmad ibn Khàlid fou hàjib del califa abbàssida Harun ar-Raixid i membre de la família dels barmàquides. Fou nomenat hàjib el 788, però fou destituït el 795 i substituït per al-Fadl ibn ar-Rabí, que després va prendre gran influència a la cort. A la caiguda dels barmàquides fou l'únic membre de la família que no va patir represàlies i que no va perdre els seus béns.